# Мочениго, Альвизе III
Граф Альвизе III Себастьяно Мочениго (итал. Alvise III Sebastiano Mocenigo, 29 августа 1662, Венеция — 21 мая 1732, там же) — 112-й дож Венеции с 24 августа 1722. 
Сын графа Альвизе (III) Антонио (1624—1688) из ветви Сан-Самуэле рода Мочениго, прокуратора Сан-Марко в 1657, и Чечилии Микель (Микеле). Был восьмым из 13 детей, рожденных в этом браке. Четверо его братьев, в том числе брат-близнец Альвизе (IV) Леонардо (1662—1744), также были крупными чиновниками. 
Карьеру начал во время Морейской войны: с 1688 капитан галеры, воевал под началом Джироламо Корнаро. В 1691 назначен капитаном лагуны с функциями временного администратора (проведитора). В июле — августе 1692 участвовал в неудачной осаде Ханьи, в 1693 стал капитаном галеаса. В октябре 1694 — феврале 1695 в должности экстраордионарного проведитора принимал участие в оккупации Хиоса вместе с генералом А. Г. фон Штейнау. 
22 августа 1696 командовал отрядом из трех галер в сражении с турками у Андроса.
С ноября 1696 по октябрь 1702 — генеральный проведитор в Далмации и Албании. Боролся с пиратами и войсками боснийского паши. После заключения Карловицкого мира противостоял попыткам австрийцев оккупировать очищенные турками районы. 
В апреле 1708 — июле 1711 — генеральный проведитор заморских владений (provveditore generale da Mar). Из своей резиденции на Корфу совершал инспекционные поездки по Ионическим островам и крепостям Мореи, а также занимался организацией борьбы с пиратами. 
В феврале 1714 — июле 1715 — капитан Падуи.
В апреле 1717 вновь вступил в должность генерального проведитора Далмации и Албании, сменив Анджело Эмо. Продолжал начатые последним успешные военные действия, захватив в конце июля Имотски. Летом следующего года операции пришлось прекратить из-за подписания Пассаровицкого мира, хотя фельдмаршал И. М. фон дер Шуленбург уже готовился взять Дульчиньо. 
По условиям мира к Венеции отходили Стерница, Пролог и Имотски с прилегающей округой. Таким образом венецианские владения в Далмации достигли своего максимального расширения. Договор о разграничении был подписан Альвизе Мочениго с турками и австрийцами 10 июня 1721. Новая граница получила название Линия Моченига.
После возвращения в Венецию был избран дожем (24 августа 1722). В период его догата не происходило каких-либо важных политических событий. Республика продолжала следовать политике нейтралитета, к тому же в Европе в целом сохранялся мир. 
Был холост.